# Enakara-Haut
Enakara - Haut es una ciudad y comuna en Madagascar. Pertenece al Distrito de Taolanaro, que forma parte de la Región de Anosy. Se estimó que la población de la comuna era de aproximadamente 7000 habitantes en el censo de 2001.
Sólo hay disponible educación primaria. El 89% de la población de la comuna son agricultores, mientras que un 8% adicional se dedica a la cría de ganado. El cultivo más importante es el arroz, mientras que otros productos importantes son el café y la yuca. Los servicios dan empleo al 3% de la población.